# Moritz Bauer
Moritz Bauer (Winterthur, Suiza, 25 de enero de 1992) es un futbolista austríaco que juega de defensa y se encuentra sin equipo tras expirar su contrato con el Servette F. C.

## Clubes
| Club                    | País       | Año       | Partidos |
| ----------------------- | ---------- | --------- | -------- |
| Grasshopper Club Zürich | Suiza      | 2011-2016 | 93       |
| F. C. Rubin Kazán       | Rusia      | 2016-2018 | 37       |
| Stoke City F. C.        | Inglaterra | 2018-2021 | 26       |
| Celtic F. C. (cedido)   | Escocia    | 2019-2020 | 13       |
| F. C. Ufa (cedido)      | Rusia      | 2021      | 8        |
| F. C. Ufa               | Rusia      | 2021-2022 | 10       |
| Servette F. C.          | Suiza      | 2022-2023 | 27       |

## Palmarés

### Campeonatos nacionales
| Título                     | Club                    | País    | Año     |
| -------------------------- | ----------------------- | ------- | ------- |
| Copa de Suiza              | Grasshopper Club Zürich | Suiza   | 2012-13 |
| Copa de la Liga de Escocia | Celtic F. C.            | Escocia | 2019-20 |
| Scottish Premiership       | Celtic F. C.            | Escocia | 2019-20 |